# Muxu (sockenhuvudort i Kina, Jiangsu Sheng, lat 34,39, long 119,11)
Muxu är en sockenhuvudort i Kina. Den ligger i provinsen Jiangsu, i den östra delen av landet, omkring 260 kilometer norr om provinshuvudstaden Nanjing. Antalet invånare är 26 855. Befolkningen består av 13 207 kvinnor och 13 648 män. Barn under 15 år utgör 21,0 %, vuxna 15-64 år 68 %, och äldre över 65 år 10,0 %.
Runt Muxu är det tätbefolkat, med 613 invånare per kvadratkilometer. Närmaste större samhälle är Banpu, 15,3 km nordost om Muxu. Trakten runt Muxu består till största delen av jordbruksmark.
Genomsnittlig årsnederbörd är 1 072 millimeter. Den regnigaste månaden är juli, med i genomsnitt 287 mm nederbörd, och den torraste är januari, med 12 mm nederbörd.